# Triphyllozoon benemunitum
Triphyllozoon benemunitum är en mossdjursart som först beskrevs av Roxanne Irene Hastings 1932.  Triphyllozoon benemunitum ingår i släktet Triphyllozoon och familjen Phidoloporidae. Inga underarter finns listade i Catalogue of Life.